# تپه قلعه نو
تپه قلعه نو مربوط به دوره اشکانیان است و در شهرستان اراک، بخش مرکزی، دهستان مشهد میقان، روستای مشهد الکوبه واقع شده و این اثر در تاریخ ۱۸ اسفند ۱۳۸۷ با شمارهٔ ثبت ۲۵۰۱۲ به‌عنوان یکی از آثار ملی ایران به ثبت رسیده است.